# Wasal
Wasal (łac. vassus, z celt. gwas „sługa”) – we wczesnym średniowieczu osoba wolna oddająca się pod opiekę seniora w akcie komendacji. W zamian za lenno wasal zobowiązywał się służyć wiernie seniorowi radą i pomocą orężną. Uroczystą ceremonią przekazania lenna była inwestytura. Później wasal to osoba, która złożyła hołd lenny i przysięgę na wierność. Wasal sam mógł mieć wasala, dla którego był seniorem. Oddawał mu w opiece fragment ziemi, którą sam otrzymał od własnego seniora. Z uwagi na popularność zasady w feudalizmie europejskim wasal mojego wasala nie jest moim wasalem stosunki lenne tworzyły skomplikowaną strukturę społeczną.